# Серія A (Італія)
Серія «A» (також зі спонсорських причин відома як Серія A ТІМ) є професіональним футбольним турніром клубів з найвищого щабля системи футбольних ліг Італії. Широко вважається, що вона є однією з елітних футбольних ліг у світі. Жодна інша ліга не може похвалитися більшою кількістю фіналістів Ліги/Кубка Чемпіонів. Італійські клуби діставалися фіналу найпрестижнішого європейського клубного футбольного турніру двадцять п'ять разів, а вигравали його дванадцять разів.
Певний час чемпіонат Італії складався з регіональних і міжрегіональних раундів, а теперішнього загальнонаціонального лігового формату набув у сезоні 1929-30. Чемпіонські титули, вибороні до 1929 року, італійська федерація офіційно визнає нарівні з титулами переможця Серії «A».

## Формат
Серія A складається з 20 клубів. Протягом сезону, який триває з серпня до травня наступного року, кожен клуб грає з кожним двічі — на власному та на чужому стадіоні. Таким чином, кожен клуб грає 38 ігор за сезон, а всього грається 380 матчів (38 турів, 10 матчів у кожному). За кожну перемогу команда отримує три очки, за нічию одне очко і жодного очка — за поразку. Команди розташовуються в турнірній таблиці згідно з кількістю набраних очок, а якщо кількість очок однакова, то згідно з різницею забитих і пропущених голів, а якщо і цей показник збігається, то за кількістю забитих голів. Наприкінці сезону клуб, який посів найвищу сходинку в турнірній таблиці, проголошується чемпіоном. Три команди, які за результатами сезону посіли найнижчі сходинки, вибувають до Серії B, і замінюються на три команди з Серії B, що вибороли право на підвищення у класі.
Нижче вказано, скільки клубів брали у часть у різних сезонах турніру:
- 18 клубів: 1929–1934
- 16 клубів: 1934–1943
- 20 клубів: 1946–1947
- 21 клубів: 1947–1948
- 20 клубів: 1948–1952
- 18 клубів: 1952–1967
- 16 клубів: 1967–1988
- 18 клубів: 1988–2004
- 20 клубів: 2004–наш час

## Чемпіони, призери та найкращі бомбардири Серії A
| Рік     | Чемпіон                                         | Віце-чемпіон                           | Третє місце                            | Найкращий бомбардир (клуб) (голи)                                            |
| ------- | ----------------------------------------------- | -------------------------------------- | -------------------------------------- | ---------------------------------------------------------------------------- |
| 1929–30 | Інтернаціонале (3)*                             | Дженоа                                 | Ювентус                                | Джузеппе Меацца (Інтернаціонале) (31)                                        |
| 1930–31 | Ювентус (3)                                     | Рома                                   | Болонья                                | Родольфо Волк (Рома) (29)                                                    |
| 1931–32 | Ювентус (4)                                     | Болонья                                | Рома                                   | Педро Петроне (Фіорентіна) Анджело Ск'явіо (Болонья) (25)                    |
| 1932–33 | Ювентус (5)                                     | Інтернаціонале                         | Болонья                                | Феліче Плачідо Борель II° (Ювентус) (29)                                     |
| 1933–34 | Ювентус (6)                                     | Інтернаціонале                         | Наполі                                 | Феліче Плачідо Борель II° (Ювентус) (31)                                     |
| 1934–35 | Ювентус (7)                                     | Інтернаціонале                         | Фіорентіна                             | Енріке Гвайта (Рома) (31)                                                    |
| 1935–36 | Болонья (3)                                     | Рома                                   | Торіно                                 | Джузеппе Меацца (Інтернаціонале) (25)                                        |
| 1936–37 | Болонья (4)                                     | Лаціо                                  | Торіно                                 | Сільвіо Піола (Лаціо) (21)                                                   |
| 1937–38 | Інтернаціонале (4)                              | Ювентус                                | Мілан                                  | Джузеппе Меацца (Інтернаціонале) (20)                                        |
| 1938–39 | Болонья (5)                                     | Торіно                                 | Інтернаціонале                         | Альдо Боффі (Мілан) Етторе Пурічеллі (Болонья) (19)                          |
| 1939–40 | Інтернаціонале (5)                              | Болонья                                | Ювентус                                | Альдо Боффі (Мілан) (24)                                                     |
| 1940–41 | Болонья (6)                                     | Інтернаціонале                         | Мілан                                  | Етторе Пурічеллі(Болонья) (22)                                               |
| 1941–42 | Рома (1)                                        | Торіно                                 | Венеція                                | Альдо Боффі (Мілан) (22)                                                     |
| 1942–43 | Торіно (2)                                      | Ліворно                                | Ювентус                                | Сільвіо Піола (Лаціо) (21)                                                   |
| 1944–45 | Незакінчений через Другу світову війну          | Незакінчений через Другу світову війну | Незакінчений через Другу світову війну |                                                                              |
| 1945–46 | Торіно (3)                                      | Ювентус                                | Мілан                                  | Гульєльмо Габетто (Торіно) (22)                                              |
| 1946–47 | Торіно (4)                                      | Ювентус                                | Модена                                 | Валентіно Маццола (Торіно) (29)                                              |
| 1947–48 | Торіно (5)                                      | Мілан                                  | Ювентус                                | Джамп'єро Боніперті (Ювентус) (27)                                           |
| 1948–49 | Торіно (6)                                      | Інтернаціонале                         | Мілан                                  | Іштван Ньєрш (Інтернаціонале) (26)                                           |
| 1949–50 | Ювентус (8)                                     | Мілан                                  | Інтернаціонале                         | Гуннар Нордаль (Мілан) (35)                                                  |
| 1950–51 | Мілан (4)                                       | Інтернаціонале                         | Ювентус                                | Гуннар Нордаль (Мілан) (34)                                                  |
| 1951–52 | Ювентус (9)                                     | Мілан                                  | Інтернаціонале                         | Йон Хансен (Ювентус) (30)                                                    |
| 1952–53 | Інтернаціонале (6)                              | Ювентус                                | Мілан                                  | Гуннар Нордаль (Мілан) (26)                                                  |
| 1953–54 | Інтернаціонале (7)                              | Ювентус                                | Мілан                                  | Гуннар Нордаль (Мілан) (23)                                                  |
| 1954–55 | Мілан (5)                                       | Удінезе                                | Рома                                   | Гуннар Нордаль (Мілан) (26)                                                  |
| 1955–56 | Фіорентіна (1)                                  | Мілан                                  | Інтернаціонале                         | Джино Півателлі (Болонья) (29)                                               |
| 1956–57 | Мілан (6)                                       | Фіорентіна                             | Лаціо                                  | Діно да Коста (Рома) (22)                                                    |
| 1957–58 | Ювентус (10)                                    | Фіорентіна                             | Падова                                 | Джон Чарльз (Ювентус) (28)                                                   |
| 1958–59 | Мілан (7)                                       | Фіорентіна                             | Інтернаціонале                         | Антоніо Анджелілло (Інтернаціонале) (33)                                     |
| 1959–60 | Ювентус (11)                                    | Фіорентіна                             | Мілан                                  | Омар Сіворі (Ювентус) (28)                                                   |
| 1960–61 | Ювентус (12)                                    | Мілан                                  | Інтернаціонале                         | Сержіо Брігенті (Сампдорія) (27)                                             |
| 1961–62 | Мілан (8)                                       | Інтернаціонале                         | Фіорентіна                             | Хосе Альтафіні (Мілан) Ауреліо Мілані (Фіорентіна) (22)                      |
| 1962–63 | Інтернаціонале (8)                              | Ювентус                                | Мілан                                  | Гаральд Нільсен (Болонья) Педро Манфредіні (Рома) (19)                       |
| 1963–64 | Болонья (7)                                     | Інтернаціонале                         | Мілан                                  | Гаральд Нільсен (Болонья) (21)                                               |
| 1964–65 | Інтернаціонале (9)                              | Мілан                                  | Торіно                                 | Сандро Маццола (Інтернаціонале) Альберто Орландо (Фіорентіна) (17)           |
| 1965–66 | Інтернаціонале(10)                              | Болонья                                | Наполі                                 | Луїс Вінісіо (Віченца) (25)                                                  |
| 1966–67 | Ювентус (13)                                    | Інтернаціонале                         | Болонья                                | Луїджі Ріва (Кальярі) (18)                                                   |
| 1967–68 | Мілан (9)                                       | Наполі                                 | Ювентус                                | П'єріно Праті (Мілан) (15)                                                   |
| 1968–69 | Фіорентіна (2)                                  | Кальярі                                | Мілан                                  | Луїджі Ріва (Кальярі) (21)                                                   |
| 1969–70 | Кальярі (1)                                     | Інтернаціонале                         | Ювентус                                | Луїджі Ріва (Кальярі) (21)                                                   |
| 1970–71 | Інтернаціонале (11)                             | Мілан                                  | Наполі                                 | Роберто Бонінсенья (Інтернаціонале) (24)                                     |
| 1971–72 | Ювентус (14)                                    | Мілан                                  | Торіно                                 | Роберто Бонінсенья (Інтернаціонале) (22)                                     |
| 1972–73 | Ювентус (15)                                    | Мілан                                  | Лаціо                                  | Джузеппе Савольді (Болонья) Паоло Пулічі (Торіно) Джанні Рівера (Мілан) (17) |
| 1973–74 | Лаціо (1)                                       | Ювентус                                | Наполі                                 | Джорджо Кіналья (Лаціо) (24)                                                 |
| 1974–75 | Ювентус (16)                                    | Наполі                                 | Рома                                   | Паоло Пулічі (Торіно) (18)                                                   |
| 1975–76 | Торіно (7)                                      | Ювентус                                | Мілан                                  | Паоло Пулічі (Торіно) (21)                                                   |
| 1976–77 | Ювентус (17)                                    | Торіно                                 | Фіорентіна                             | Франческо Граціані (Торіно) (21)                                             |
| 1977–78 | Ювентус (18)                                    | Віченца                                | Торіно                                 | Паоло Россі (Віченца) (24)                                                   |
| 1978–79 | Мілан (10)                                      | Перуджа                                | Ювентус                                | Бруно Джордано (Лаціо) (19)                                                  |
| 1979–80 | Інтернаціонале (12)                             | Ювентус                                | Мілан                                  | Роберто Беттега (Ювентус) (16)                                               |
| 1980–81 | Ювентус (19)                                    | Рома                                   | Наполі                                 | Роберто Пруццо (Рома) (18)                                                   |
| 1981–82 | Ювентус (20)                                    | Фіорентіна                             | Рома                                   | Роберто Пруццо (Рома) (15)                                                   |
| 1982–83 | Рома (2)                                        | Ювентус                                | Інтернаціонале                         | Мішель Платіні (Ювентус) (16)                                                |
| 1983–84 | Ювентус (21)                                    | Рома                                   | Фіорентіна                             | Мішель Платіні (Ювентус) (20)                                                |
| 1984–85 | Верона (1)                                      | Торіно                                 | Інтернаціонале                         | Мішель Платіні (Ювентус) (18)                                                |
| 1985–86 | Ювентус (22)                                    | Рома                                   | Наполі                                 | Роберто Пруццо (Рома) (19)                                                   |
| 1986–87 | Наполі (1)                                      | Ювентус                                | Інтернаціонале                         | П'єтро Паоло Вірдіс (Мілан) (17)                                             |
| 1987–88 | Мілан (11)                                      | Наполі                                 | Рома                                   | Дієго Марадона (Наполі) (15)                                                 |
| 1988–89 | Інтернаціонале (13)                             | Наполі                                 | Мілан                                  | Альдо Серена (Інтернаціонале) (22)                                           |
| 1989–90 | Наполі (2)                                      | Мілан                                  | Інтернаціонале                         | Марко ван Бастен (Мілан) (19)                                                |
| 1990–91 | Сампдорія (1)                                   | Мілан                                  | Інтернаціонале                         | Джанлука Віаллі (Сампдорія) (19)                                             |
| 1991–92 | Мілан (12)                                      | Ювентус                                | Торіно                                 | Марко ван Бастен (Мілан) (25)                                                |
| 1992–93 | Мілан (13)                                      | Інтернаціонале                         | Parma                                  | Джузеппе Сіньйорі (Лаціо) (26)                                               |
| 1993–94 | Мілан (14)                                      | Ювентус                                | Сампдорія                              | Джузеппе Сіньйорі (Лаціо) (23)                                               |
| 1994–95 | Ювентус (23)                                    | Лаціо                                  | Парма                                  | Габріель Батистута (Фіорентіна) (26)                                         |
| 1995–96 | Мілан (15)                                      | Ювентус                                | Лаціо                                  | Ігор Протті (Барі) Джузеппе Сіньйорі (Лаціо) (24)                            |
| 1996–97 | Ювентус (24)                                    | Парма                                  | Інтернаціонале                         | Філіппо Індзагі (Аталанта) (24)                                              |
| 1997–98 | Ювентус (25)                                    | Інтернаціонале                         | Удінезе                                | Олівер Бірхоф (Удінезе) (27)                                                 |
| 1998–99 | Мілан (16)                                      | Лаціо                                  | Фіорентіна                             | Марсіо Аморозо (Удінезе) (22)                                                |
| 1999–00 | Лаціо (2)                                       | Ювентус                                | Мілан                                  | Андрій Шевченко (Мілан) (24)                                                 |
| 2000–01 | Рома (3)                                        | Ювентус                                | Лаціо                                  | Ернан Креспо (Лаціо) (26)                                                    |
| 2001–02 | Ювентус (26)                                    | Рома                                   | Інтернаціонале                         | Давид Трезеге (Ювентус) Даріо Убнер (П'яченца) (24)                          |
| 2002–03 | Ювентус (27)                                    | Інтернаціонале                         | Мілан                                  | Крістіан Вієрі (Інтернаціонале) (24)                                         |
| 2003–04 | Мілан (17)                                      | Рома                                   | Ювентус                                | Андрій Шевченко (Мілан) (24)                                                 |
| 2004–05 | (відібрано в Ювентуса через скандал з підкупом) | Мілан                                  | Інтернаціонале                         | Крістіано Лукареллі (Ліворно) (24)                                           |
| 2005–06 | Інтернаціонале (14)                             | Рома                                   | Мілан                                  | Лука Тоні (Фіорентіна) (31)                                                  |
| 2006–07 | Інтернаціонале (15)                             | Рома                                   | Лаціо                                  | Франческо Тотті (Рома) (26)                                                  |
| 2007–08 | Інтернаціонале (16)                             | Рома                                   | Ювентус                                | Алессандро дель П'єро (Ювентус) (21)                                         |
| 2008–09 | Інтернаціонале (17)                             | Ювентус                                | Мілан                                  | Златан Ібрагімович (Інтернаціонале) (25)                                     |
| 2009–10 | Інтернаціонале (18)                             | Рома                                   | Мілан                                  | Антоніо Ді Натале (Удінезе) (29)                                             |
| 2010–11 | Мілан (18)                                      | Інтернаціонале                         | Наполі                                 | Антоніо Ді Натале (Удінезе) (28)                                             |
| 2011–12 | Ювентус (28)                                    | Мілан                                  | Удінезе                                | Златан Ібрагімович (Мілан) (28)                                              |
| 2012–13 | Ювентус (29)                                    | Наполі                                 | Мілан                                  | Едінсон Кавані (Наполі) (29)                                                 |
| 2013–14 | Ювентус (30)                                    | Рома                                   | Наполі                                 | Чіро Іммобіле (Торіно) (22)                                                  |
| 2014–15 | Ювентус (31)                                    | Рома                                   | Лаціо                                  | Лука Тоні (Верона) Мауро Ікарді (Інтернаціонале) (22)                        |
| 2015–16 | Ювентус (32)                                    | Наполі                                 | Рома                                   | Гонсало Ігуаїн (Наполі) (36)                                                 |
| 2016–17 | Ювентус (33)                                    | Рома                                   | Наполі                                 | Едін Джеко (Рома) (29)                                                       |
| 2017–18 | Ювентус (34)                                    | Наполі                                 | Рома                                   | Мауро Ікарді (Інтернаціонале) Чіро Іммобіле (Лаціо) (29)                     |
| 2018–19 | Ювентус (35)                                    | Наполі                                 | Аталанта                               | Фабіо Квальярелла (Сампдорія) (26)                                           |
| 2019–20 | Ювентус (36)                                    | Інтернаціонале                         | Аталанта                               | Чіро Іммобіле (Лаціо) (36)                                                   |
| 2020–21 | Інтернаціонале (19)                             | Мілан                                  | Аталанта                               | Кріштіану Роналду (Ювентус) (29)                                             |
| 2021–22 | Мілан (19)                                      | Інтернаціонале                         | Наполі                                 | Чіро Іммобіле (Лаціо) (27)                                                   |
| 2022–23 | Наполі (3)                                      | Лаціо                                  | Інтернаціонале                         | Віктор Осімген (Наполі) 26                                                   |
| 2023–24 | Інтернаціонале (20)                             | Мілан                                  | Ювентус                                | Лаутаро Мартінес (Інтернаціонале) 24                                         |
| 2024–25 | Наполі (4)                                      | Інтернаціонале                         | Аталанта                               | Матео Ретегі (Аталанта) 25                                                   |

- загальна кількість перемог даного клубу в Серії A станом на цей рік

## Статистика чемпіонів та віцечемпіонів
| Клуб           | Перемог | Других місць | Переможні сезони |
| -------------- | ------- | ------------ | --- |
| Ювентус        | 36      | 21           | 1905, 1925–26, 1930–31, 1931–32, 1932–33, 1933–34, 1934–35, 1949–50, 1951–52, 1957–58, 1959–60, 1960–61, 1966–67, 1971–72, 1972–73, 1974–75, 1976–77, 1977–78, 1980–81, 1981–82, 1983–84, 1985–86, 1994–95, 1996–97, 1997–98, 2001–02, 2002–03, 2011–12, 2012–13, 2013–14, 2014–15, 2015–16, 2016–17, 2017–18, 2018–19, 2019–20 |
| Інтернаціонале | 20      | 17           | 1909–10, 1919–20, 1929–30, 1937–38, 1939–40, 1952–53, 1953–54, 1962–63, 1964–65, 1965–66, 1970–71, 1979–80, 1988–89, 2005–06, 2006–07, 2007–08, 2008–09, 2009–10, 2020–21, 2023–24 |
| Мілан          | 19      | 16           | 1901, 1906, 1907, 1950–51, 1954–55, 1956–57, 1958–59, 1961–62, 1967–68, 1978–79, 1987–88, 1991–92, 1992–93, 1993–94, 1995–96, 1998–99, 2003–04, 2010–11, 2021–22 |
| Дженоа         | 9       | 4            | 1898, 1899, 1900, 1902, 1903, 1904, 1914–15, 1922–23, 1923–24 |
| Торіно         | 7       | 7            | 1927–28, 1942–43, 1945–46, 1946–47, 1947–48, 1948–49, 1975–76 |
| Болонья        | 7       | 4            | 1924–25, 1928–29, 1935–36, 1936–37, 1938–39, 1940–41, 1963–64 |
| Про Верчеллі   | 7       | 1            | 1908, 1909, 1910–11, 1911–12, 1912–13, 1920–21, 1921–22 |
| Наполі         | 4       | 8            | 1986–87, 1989–90, 2022–23, 2024–25 |
| Рома           | 3       | 15           | 1941–42, 1982–83, 2000–01 |
| Лаціо          | 2       | 7            | 1973–74, 1999–00 |
| Фіорентіна     | 2       | 5            | 1955–56, 1968–69 |
| Кальярі        | 1       | 1            | 1969–70 |
| Казале         | 1       | -            | 1913–14 |
| Новезе         | 1       | -            | 1921–22 |
| Сампдорія      | 1       | -            | 1990–91 |
| Геллас Верона  | 1       | -            | 1984–85 |
| Спеція         | 1       | -            | 1944 |

## Бомбардири
Найкращі бомбардири в історії Серії A

Станом на 28 травня 2024
(жирним шрифтом позначено діючих гравців Серії A)
| Місце | Гравець               | Роки      | Голів |
| ----- | --------------------- | --------- | ----- |
| 1     | Сільвіо Піола         | 1929—1954 | 274   |
| 2     | Франческо Тотті       | 1992—2017 | 250   |
| 3     | Гуннар Нордаль        | 1948—1958 | 225   |
| 4     | Джузеппе Меацца       | 1929—1947 | 216   |
| 4     | Жозе Алтафіні         | 1958—1976 | 216   |
| 6     | Антоніо Ді Натале     | 2002—2016 | 209   |
| 7     | Роберто Баджо         | 1985—2004 | 205   |
| 8     | Чіро Іммобіле         | 2009—2024 | 201   |
| 9     | Курт Хамрін           | 1956—1971 | 190   |
| 10    | Джузеппе Сіньйорі     | 1991—2004 | 188   |
| 10    | Алессандро Дель П'єро | 1993—2012 | 188   |
| 10    | Альберто Джилардіно   | 1999—2017 | 188   |

## Гвардійці Серії A
Станом на 21 січня 2024
(жирним шрифтом позначено діючих гравців Серії A)
| Місце | Ім'я              | Роки      | Ігри |
| ----- | ----------------- | --------- | ---- |
| 1     | Джанлуїджі Буффон | 1995—2021 | 657  |
| 2     | Паоло Мальдіні    | 1984—2009 | 647  |
| 3     | Франческо Тотті   | 1992—2017 | 619  |
| 4     | Хав'єр Санетті    | 1995—2014 | 615  |
| 5     | Джанлука Пальюка  | 1987—2007 | 592  |
| 6     | Діно Дзофф        | 1961—1983 | 570  |
| 7     | П'єтро Верховод   | 1980—2000 | 562  |
| 8     | Самір Ханданович  | 2005—2023 | 566  |
| 9     | Фабіо Квальярелла | 2000—2023 | 556  |
| 10    | Роберто Манчіні   | 1981—2000 | 541  |

## Українці в Серії A

### Гравці

Олексій Михайличенко — чемпіон Італії у складі «Сампдорії»

| Гравець              | Клуб         | Сезон   | Ігри | Голи |
| -------------------- | ------------ | ------- | ---- | ---- |
| Олександр Заваров    | «Ювентус»    | 1988/89 | 32   | 2    |
| Олександр Заваров    | «Ювентус»    | 1989/90 | 28   | 5    |
| Олексій Михайличенко | «Сампдорія»  | 1990/91 | 24   | 3    |
| Сергій Ателькін      | «Лечче»      | 1997/98 | 16   | 3    |
| Андрій Шевченко      | «Мілан»      | 1999/00 | 32   | 24   |
| Андрій Шевченко      | «Мілан»      | 2000/01 | 34   | 24   |
| Андрій Шевченко      | «Мілан»      | 2001/02 | 29   | 14   |
| Андрій Шевченко      | «Мілан»      | 2002/03 | 24   | 5    |
| Андрій Шевченко      | «Мілан»      | 2003/04 | 32   | 24   |
| Андрій Шевченко      | «Мілан»      | 2004/05 | 29   | 17   |
| Андрій Шевченко      | «Мілан»      | 2005/06 | 28   | 19   |
| Андрій Шевченко      | «Мілан»      | 2008/09 | 18   | 0    |
| Олександр Яковенко   | «Фіорентіна» | 2013/14 | 3    | 0    |
| Василь Прийма        | «Фрозіноне»  | 2015/16 | 5    | 0    |
| Руслан Маліновський  | «Аталанта»   | 2019/20 | 34   | 8    |
| Руслан Маліновський  | «Аталанта»   | 2020/21 | 36   | 8    |
| Руслан Маліновський  | «Аталанта»   | 2021/22 | 30   | 6    |
| Руслан Маліновський  | «Аталанта»   | 2022/23 | 15   | 1    |
| Руслан Маліновський  | «Дженоа»     | 2023/24 | 28   | 4    |
| Руслан Маліновський  | «Дженоа»     | 2024/25 | 9    | 0    |
| Євген Шахов          | «Лечче»      | 2019/20 | 24   | 1    |
| Віктор Коваленко     | «Аталанта»   | 2020/21 | 1    | 0    |
| Віктор Коваленко     | «Спеція»     | 2021/22 | 26   | 1    |
| Віктор Коваленко     | «Спеція»     | 2022/23 | 19   | 0    |
| Віктор Коваленко     | «Емполі»     | 2023/24 | 17   | 2    |
| Віктор Коваленко     | «Емполі»     | 2024/25 | 6    | 0    |
| Владислав Супряга    | «Сампдорія»  | 2021/22 | 1    | 0    |
| Артем Довбик         | «Рома»       | 2024/25 | 32   | 12   |

### Тренери
| Тренер          | Клуб     | Час роботи              | Днів на посаді | Досягнення, примітки |
| --------------- | -------- | ----------------------- | -------------- | -------------------- |
| Андрій Шевченко | «Дженоа» | 07.11.2021 - 15.01.2022 | 69             |                      |